# Petr Nečas
Petr Nečas (pronuncia [ˈpɛtr̩ ˈnɛtʃas]; Uherské Hradiště, 19 novembre 1964) è un politico ceco, Primo ministro della Repubblica Ceca dal 2010 e leader del Partito Democratico Civico.
In precedenza, dal 4 settembre 2006 all'8 maggio 2008, Nečas era stato Vice Primo Ministro e Ministro del Lavoro e degli Affari Sociali. Nel 1991, Nečas divenne membro del Partito Democratico Civico (ODS), e nel marzo 2010 ha sostituito Mirek Topolánek come leader del partito. ODS ha ottenuto il secondo posto alle elezioni parlamentari del 2010, poco dopo che Nečas ebbe annunciato la sua intenzione a concorrere per la carica di presidente del partito. Il 17 giugno 2013 si ritira dalla vita politica rassegnando le proprie dimissioni a causa di uno scandalo che coinvolge anche diversi esponenti del suo partito.

## Istruzione
- 1979–1983: Liceo classico a Uherské Hradiště
- 1983–1988: Facoltà di Scienze, Università Masaryk a Brno

## Carriera
- 1988–1992: tecnologo, sperimentalista e sviluppatore, Tesla Rožnov
- 1991: membro del Partito Democratico Civico
- dal 1992 a oggi: membro del Dipartimento di affari esteri al Parlamento della Repubblica Ceca
- 1995: nominato Ministro della Difesa
- 1996: eletto alla Camera dei Deputati
- dal 2006 al 2009: membro della Camera dei Deputati; nominato Ministro del Lavoro e degli Affari Sociali, oltre che Vice Primo Ministro
- dal 2010-2013: leader del Partito Democratico Civico
- dal 2010-2013: Primo ministro della Repubblica Ceca